# Kåre Synnes
Kåre Jan Synnes, född 25 januari 1969 i Sollefteå, är en svensk professor i distribuerade datorsystem vid Luleå tekniska universitet.
Kåre Synnes är uppväxt i Sollefteå kommun, först i brukssamhället Österforse där fadern Olav Synnes arbetade som ingenjör och modern Ruth Synnes som ritare, bägge vid Graninge Energi. Brodern Leiv Synnes är två år yngre och är i dag VD för SBB. Familjen flyttade till tätorten Sollefteå kring 1977. Synnes läste fyraårig teknisk linje på gymnasiet, Gudlavbilderskolan, med planer på att läsa medicinteknisk inriktning i Linköping. Vid mönstring placerades dock han på Lv7 i Luleå som kompanibefäl, vilket ledde till högskolestudier i Luleå istället, då armén kunde stå för studentboendet under värnplikten.
Synnes började därför sina studier vid Högskolan i Luleå hösten 1988 och avlade civilingenjörsexamen i datateknik 1995. Som avslutningsprojekt ingick Synnes i en grupp som skrev den (troligen) första grafiska WYSIWYG-editorn för webbsidor, W3T eller WideWorldWeb Tool, och som examensarbete 1994–1995 vid Ericsson Erisoft studerades spårbarhet i kravdokument, implementerat med hyperlänkar i dokument-editorn Framemaker. Efter examensarbetet arbetade han en kort tid på Ericsson Erisoft som testingenjör, innan han återvände till lärosätet i juni 1995 för att påbörja en forskarutbildning med (nu avlidne) professorn Dick Schefström som handledare. Titeln på doktorsavhandlingen 2002 var "On distributed real-time systems: [Elektronisk resurs] the mStar environment, net-based learning and context-aware applications" och titeln på licentiatavhandlingen 1998 var "Net-based Learning and the mStar Environment".
Synnes har varit anställd vid Luleå tekniska universitet sedan 1995: först 1995–2000 som doktorand/forskarstuderande, 2000–2002 som förste forskningsingenjör (1:a fo-ing), 2002–2003 som vikarierande universitetslektor, 2003–2011 som universitetslektor, 2012–2014 som biträdande professor tillika docent och från 2014 som professor. Ämnesområdet var inledningsvis datalogi med inriktning mot programvaruteknik, sedan det nya ämnet medieteknik och till sist ämnet distribuerade datorsystem (Pervasive and Mobile Computing). Åren 2003–2011 var Synnes avdelningschef på avdelningarna för först Medieteknik samt därefter Informations- och kommunikationsteknik vid institutionen för systemteknik. Synnes var programkoordinator för Medieteknikprogrammet 2003–2008, till dess att det inlemmades i Datateknikprogrammet. 2004–2009 var Synnes även proprefekt. Synnes är idag ordförande i anställningsnämnd 1 vid Luleå tekniska universitet och utbildningsledare för forskarutbildning vid institutionen för system- och rymdteknik. Synnes var även gästprofessor i medieteknik vid Blekinge tekniska högskola, campus Karlshamn, under perioden 2013–2018.
Synnes är en av grundarna av IST-pristagaren Marratech AB, som förvärvades av Google i maj 2007 för att ligga till grund för Google+ Hangouts. Marratech grundades 1998 med forskningsresultat som grund, från bland annat EU/FP4-projektet MATES (Multimedia-Assisted Tele-engineering Services).
Synnes bor i Gammelstad tillsammans med sin fru och två döttrar.